# Nadjezierze
Nadjezierze  (prononciation : [nadjɛˈʑɛʐɛ]) est un hameau polonais du village de Dziecinów de la gmina de Sobienie-Jeziory dans le powiat d'Otwock de la voïvodie de Mazovie dans le centre-est de la Pologne.
Il se situe à environ 7 kilomètres au nord-ouest de Sobienie-Jeziory (siège de la gmina), 15 km au sud d'Otwock (siège du powiat) et à 32 km au sud-est de Varsovie (capitale de la Pologne).
Le village compte approximativement une population de 150 habitants.

## Histoire
De 1975 à 1998, le village appartenait administrativement à la voïvodie de Siedlce.